# 吳武明
吳武明（1957年6月13日—），台灣學者、政治人物。

## 生平

### 投入政壇前
國立交通大學擔任其經營管理研究所兼任教授、財團法人中華電腦中心常務董事兼技術商品化服務辦公室執行長、美國奧斯汀德州大學創新資本研究院院士、亞洲大學資訊工程研究所、資訊管理研究所兼任教授、億通智慧科技股份有限公司董事兼總經理、年代網際事業股份有限公司電子商務副總經理、行政院研究發展考核委員會資訊管理處簡任研究員、美國紐約市復旦大學企管研究所助理教授、台大醫院資訊室顧問、美國德州聖班尼迪克醫療中心資訊室主任、台灣評鑑協會科技大學評鑑委員。

### 投入政壇後

#### 參與第5屆臺北市市長選舉
在2010年中華民國直轄市市長暨市議員選舉中以無黨籍身分參選第五屆臺北市市長選舉，以0.26%的得票率落選。2014年以無黨籍身份參選基隆市長，以1.04%的得票率落選。

台北市長選舉得票分布。

| 1        | 吳炎成   | 無黨籍         | 1,832票   | 0.13%                            |                                  |
| 2        | 郝龍斌   | 中國國民黨     | 797,865票 | 55.65%                           | 當選                             |
| 3        | 蕭淑華   | 無黨籍         | 2,238票   | 0.16%                            |                                  |
| 4        | 吳武明   | 無黨籍         | 3,672票   | 0.26%                            |                                  |
| 5        | 蘇貞昌   | 民主進步黨     | 628,129票 | 43.81%                           |                                  |
| 選舉日期 | 選舉日期 | 2010年11月27日 | 選舉人數  | 2,045,925人                      | 2,045,925人                      |
| 投票率   | 投票率   | 70.65%         | 投票人數  | 有效：1,433,736人 無效：11,634人 | 有效：1,433,736人 無效：11,634人 |

#### 參與2012年中華民國總統選舉
以台灣主義黨副主席身分參選2012年中華民國總統選舉，擔任李幸長的副手。後續由於未達公民連署門檻而喪失選舉資格，轉而支持親民黨候選人宋楚瑜。

#### 參與第17屆基隆市市長
在2014年中華民國地方公職人員選舉時，以無黨籍身分參選第17屆基隆市市長選舉。

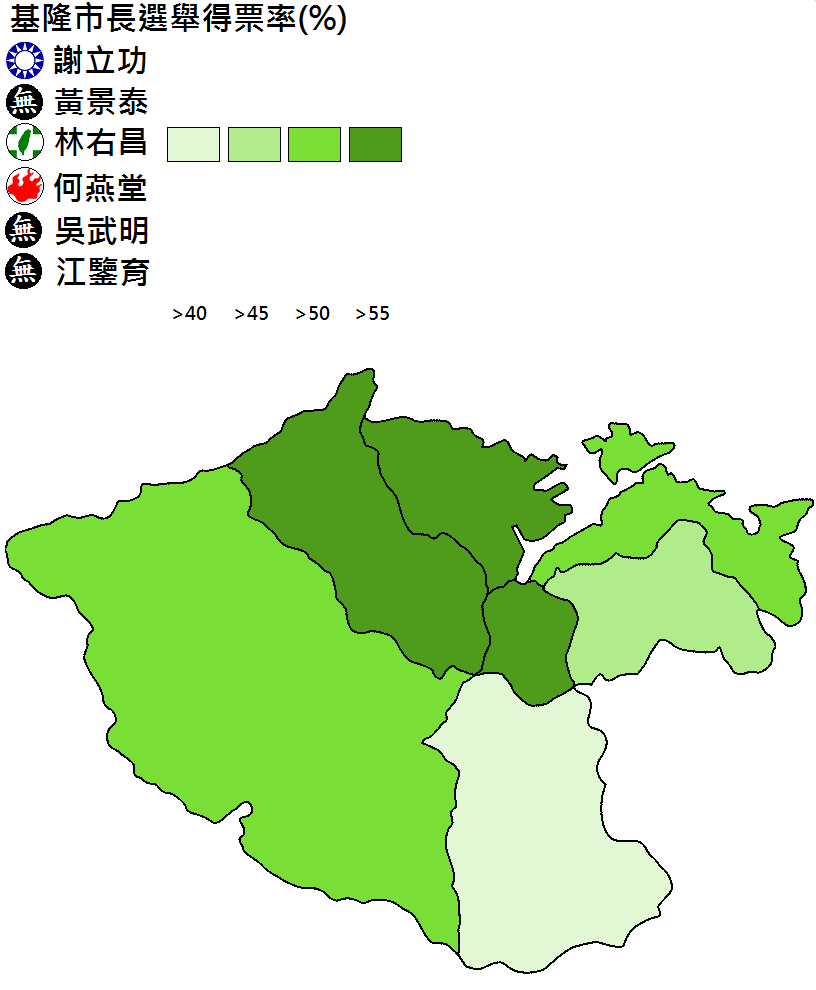
基隆市長選舉得票分布。

| 1        | 謝立功   | 中國國民黨     | 52,198票  | 27.47%                        |                               |
| 2        | 黃景泰   | 無黨籍         | 30,914票  | 16.27%                        |                               |
| 3        | 林右昌   | 民主進步黨     | 101,010票 | 53.15%                        | 當選                          |
| 4        | 何燕堂   | 人民民主黨     | 1,376票   | 0.72%                         |                               |
| 5        | 吳武明   | 無黨籍         | 2,023票   | 1.06%                         |                               |
| 6        | 江鑒育   | 無黨籍         | 2,517票   | 1.32%                         |                               |
| 選舉日期 | 選舉日期 | 2014年11月29日 | 選舉人數  | 303,329人                     | 303,329人                     |
| 投票率   | 投票率   | 63.92%         | 投票人數  | 有效：190,038人 無效：3,861人 | 有效：190,038人 無效：3,861人 |

## 其他
吳武明之妻余宗珮曾在2012年參選第8屆立法委員（新北市第一選舉區，代表親民黨），以及2014年在基隆市參選第17屆市議員（代表親民黨），得票方面都不幸落選。

## 外部連結
- 吳武明的Facebook專頁
- 99年直轄市選舉（页面存档备份，存于），中央選舉委員會
- 臺北市第5屆市長選舉公報[]，中央選舉委員會
- 台北市市長無黨籍候選人吳武明簡介（页面存档备份，存于），BBC中文網
- 臺北市候選人 - 吳武明 - 五都大選（页面存档备份，存于），華視全球資訊網
- 五都爭霸 風雲再起--2010五都市長選舉戰況報導│中時電子報